# Птахам крила не у тягість
«Птахам крила не у тягість» (рос. «Птицам крылья не в тягость») — радянський художній фільм 1989 року, знятий режисером Борисом Горошком на кіностудії «Білорусьфільм».

## Сюжет
1941 рік. Вихованці спеціального дитячого будинку, діти репресованих батьків, рятуються на катері від німців. З ними молода вихователька Катя, оточенець Костя та рядовий Полушкін. Всі — і дорослі й діти — мають нестерпно важкий шлях.

## У ролях
- Михайло Матвєєв — Петро Терентійович Полушкін, червоноармієць
- Ірина Чериченко — Катерина Семенівна, вихователька у дитячому будинку
- Микола Бурляєв — Костя Зарубін, капітан
- Юрій Смирнов — батько Кості Зарубіна
- Тетяна Чекатовська — роль другого плану
- Георгій Саакян — Сталін
- Арнольд Помазан — роль другого плану
- Жаннета Четверикова-Друцька
- Сергій Савостьянов — роль другого плану
- Катя Вечір — роль другого плану
- Владислав Солдатенко — роль другого плану
- Фаріз Мусаєв — Тенгіз
- Еля Казахян — роль другого плану
- Катя Черченко — роль другого плану
- Оля Ігнатова — роль другого плану
- Єгор Горошко — роль другого плану
- Іван Мурадханов — роль другого плану
- Валя Метельська — роль другого плану
- Світа Метельська — роль другого плану
- Сергій Добротворський — роль другого плану

## Знімальна група
- Режисер — Борис Горошко
- Сценаристи — Ніна Семенова, Борис Горошко
- Оператори — Юрій Марухін, Сергій Зубіков
- Композитор — Михайло Зів
- Художник — Олександр Верещагін